# Sarthe (rzeka)
Sarthe (wym. [saɾtə]) – rzeka w północno-zachodniej Francji, przepływająca przez tereny departamentów Orne, Sarthe oraz Maine i Loara, o długości 313,9 km. Łącząc się z inną rzeką – Mayenne, tworzy Maine. 
Sarthe przepływa przez miasta Alençon, Le Mans oraz Angers.